# モハメド・ガムーディ
モハメド・ガムーディ (محمد القمودي、Mohamed Gammoudi、1938年2月11日 - )は、チュニジアの元陸上競技選手。ガフサ県出身。アフリカの長距離ランナーのパイオニアの一人であり、オリンピックでは1968年メキシコシティーオリンピック5000m金メダルをはじめ、銀メダル2個、銅メダルも1個、合計4個のメダルを獲得した選手である。

## 東京オリンピック
1964年東京オリンピックに出場時点ではまだそれほど名が知られている選手ではなかったが、前年のプレオリンピックにあたる東京国際スポーツ大会に急遽参加し、10000mでは3位、5000mでは4位の成績を収めた。
東京オリンピック10000mでは、世界記録保持者であるオーストラリアのロン・クラークが優勝候補と目されていた。38人が出場した決勝では、クラークと、アメリカのビリー・ミルズの3人でファイナルラップまで競い合い、銀メダルを獲得。チュニジア初の五輪メダルであり、28分24秒8のタイムは世界歴代4位のタイムであった。
その2日後、彼は5000mにも出場し、予選C組を走った。このC組には本選で優勝するロバート・シュール、準優勝するハラルト・ノルポトも走っていたが、ガムーディは彼ら2人を含む強豪を抑え、トップで予選を通過した。しかし、水ぶくれにより、決勝は欠場を余儀なくされた。

## メキシコシティオリンピック
1968年メキシコシティオリンピックは、高地でおこなわれる大会である。そのため、薄い酸素が長距離ランナーに与える影響が注目されていた。高地出身の選手は歓迎していたが、ガムーディは高地出身選手ではなかったため、大会に向けて高地順化のトレーニングを行った。尚、前年に行われたプレオリンピックであるメキシコ国際スポーツ大会でガムーディは10000m、5000m共に優勝を収めている。
メキシコシティオリンピック10000mでは何人も先頭が入れ代わりスピードは自重されたまま長い集団を形成してレースは後半まで続いたが、ラスト1周のベルがなった段階でケニアのナフタリ・テムとエチオピアのマモ・ウォルデとガムーディの3人が先頭に残る展開となり、ホームストレートからのテムとマモの2人の猛烈なスパート合戦により、ガムーディは遅れを取り3位となり銅メダルを獲得。
10000mから2日後の5000m予選はケニアのキプチョゲ・ケイノにトップを明け渡すが、2位の成績で通過。その2日後の決勝ではラスト2周辺りから先頭を走るオーストラリアのロン・クラークを抜いて、ガムーディがトップに立つ。これにケイノとナフタリ・テムの2人のケニア選手が付いていき、ファイナルラップは3人が残る展開となった。2人のケニア選手はガムーディを追い抜こうとするが、テムが最終コーナーで遅れ、ケイノはギアを上げ続け、最後の直線ではケイノとガムーディの一騎打ちとなるが、トップを明け渡すことなくガムーディはラスト1周を54秒8という猛烈なスピードで走りきり、初の金メダルを獲得した。

## ミュンヘンオリンピック
1972年ミュンヘンオリンピックでガムーディが最初に登場したのは10000m予選であった。新鋭選手が活躍する中、ガムーディは34歳になっていたが、この予選で彼は自己ベストの27分54秒8をたたき出し、予選2組をトップ通過する。決勝ではイギリスのデヴィッド・ベッドフォードが物凄いハイペースでレースを引っ張ったため、4800m地点まで世界記録を上回るペースで進んでいたが、突如、ガムーディはフィンランドのラッセ・ビレンがバックストレートで転倒したのに巻き込まれ転倒。これによって、ガムーディは不運にも脱落してしまう。一方、ビレンはすぐに立ち上がり、金メダルを獲得した。
4日後の5000m予選ではデヴィッド・ベッドフォードとの激しい争いになり、同タイム着差ありの1位で予選1組を通過した。3日後の決勝は10000mとは打って変わってゆったりとしたスローペースではじまるが、9週目からはアメリカのスティーブ・プリフォンテーンが先頭に立ち、どんどんスピードを上げていき次第にペースが上がり始め、ラスト1周ではビレンとプリフォンテーン、そしてガムーディがトップに残った（その少し後方にイギリスのイアン・スチュワートがいた）。バックストレートではプリフォンテーンとガムーディの熾烈な争いにより、ガムーディが先頭になるが最終コーナーを曲がる辺りでビレンがスパートを打ち、最後の直線でつき放され、惜しくもビレンに敗れるが銀メダルを獲得し、こちら5000mも自己ベストの13分27秒4をたたき出し、堂々の3大会連続のメダル獲得となった。